# 멀라이언 공원

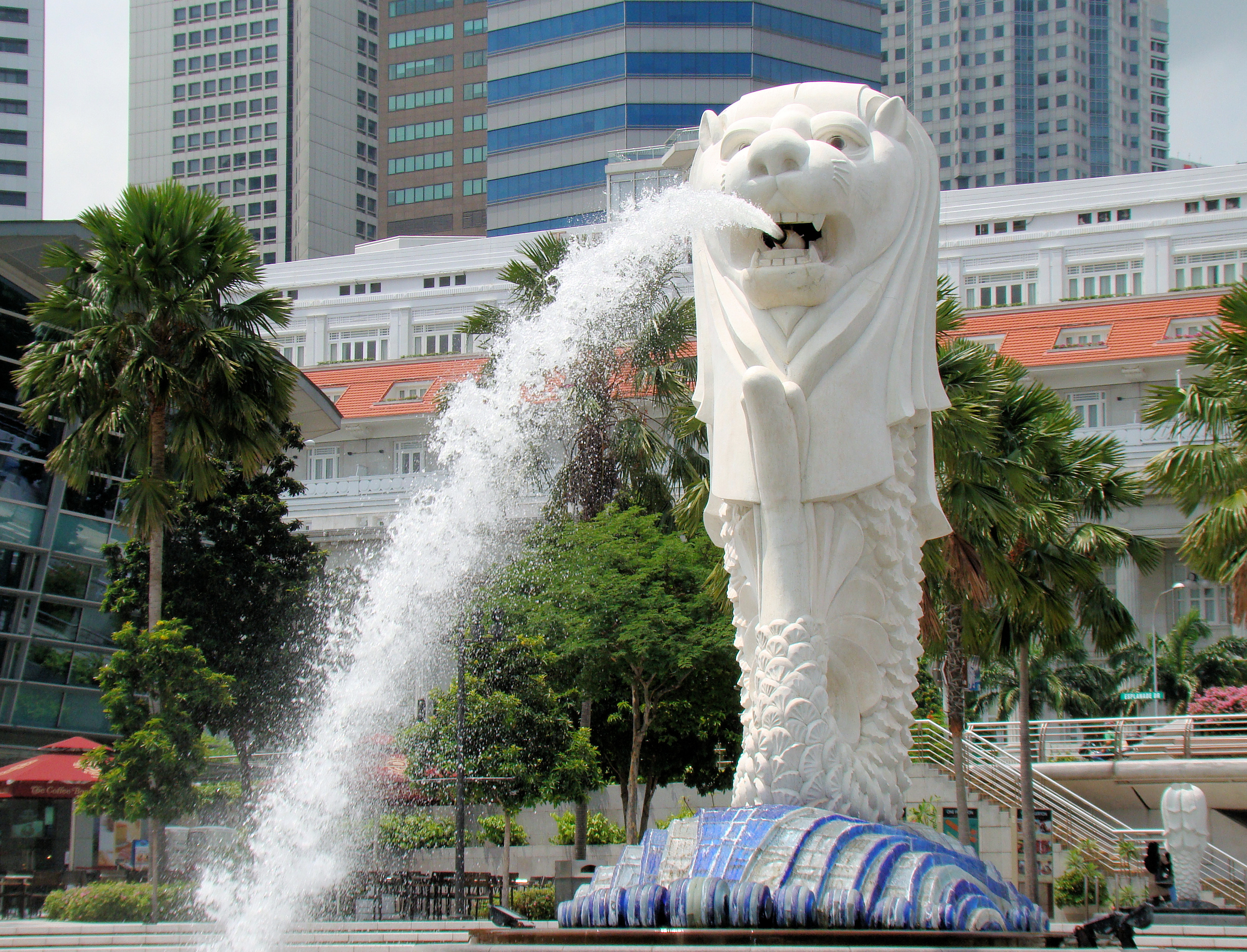
멀라이언 공원에 설치되어 있는 멀라이언

멀라이언 공원(Merlion Park)은 싱가포르에 있는 공원으로, 멀라이언 동상이 설치되어 있다.
멀라이언이란 인어를 뜻하는 ‘Mermaid’와 사자를 뜻하는 ‘Lion’의 합성어로 상반신은 사자, 하반신은 물고기 몸통이다. 싱가포르를 방문하는 관광객들의 필수 코스이며, 길이 8.6m, 무게 70t에 달하는 하얀 거구의 멀라이언 상은 1972년 9월 15일, 싱가포르강 입구인 에스플러네이드에 처음 등장했다.

## 역사
초기 멀라이언  파크는 1964년 싱가포르여유국(Singapore Tourism Board)이 기획하여 싱가포르강의 하구 근처에 조성되었다. 1972년 9월 15일 멀라이언의 설치 기념 행사에서 당시 싱가포르의 총리 리콴유가 멀라이언 파크의 공식 개장을 발표했다. 초기 멀라이언은 강의 하구에 설치되어 있었다. 멀라이언상은 1971년 11월부터 1972년 8월 동안 싱가포르인 조각가인 림낭생(Lim Nang Seng)이 제작했다. 멀라이언은 높이가 8.6 미터 무게는 70t이다.
1997년 에스플러네이드 다리의 완공 이후, 멀라이언 파크는 더 이상 싱가포르강의 입구에 있지 않고, 멀라이언상은 마리나베이 해안가에서 선명하게 보이지 않게 되었다. 그래서 멀라이언상은 2002년 4월 23일 에스플러네이드 다리의 반대편에 새로 지은 돌제부두로 옮겨졌다. 미화 7,500 만 달러가 소요된 이동 공사는 2002년 4월 25일에 완료되었다. 2002년 9월 15일 당시 싱가포르 선임장관인 리콴유는 멀라이언상의 새 위치, 지금의 멀라이언 파크의 위치를 알렸다. 지금의 멀라이언 파크는 초기보다 규모가 4배 정도 크다.
2010년 2월 28일 오후 4시에서 5시경 멀라이언상이 벼락에 맞았다. 인근에 있던 한 직원은 부서진 조각들이 땅에 떨어질 때 커다란 폭발음을 들었다고 말했다. 이듬해 3월에 수리를 완료했고 2010년 3월 10일 멀라이언상의 분수는 정상 작동했다.
멀라이언상은 2006년과 2012년에 상에 간 금과 녹을 제거하기 위해 복원 작업을 했다.